# Seeheim-Jugenheim
Seeheim-Jugenheim es un municipio del distrito de Darmstadt-Dieburg en Hesse, Alemania. Tiene una población de aproximadamente 17.000 habitantes.
Seeheim-Jugenheim consiste en siete pueblos:
- Balkhausen (población 693)

- Jugenheim (población 4448)

- Malchen (población 1004)

- Ober-Beerbach (población 1269)

- Seeheim (población 9060)

- Steigerts (población 81)

- Stettbach (población 144)

## Historia

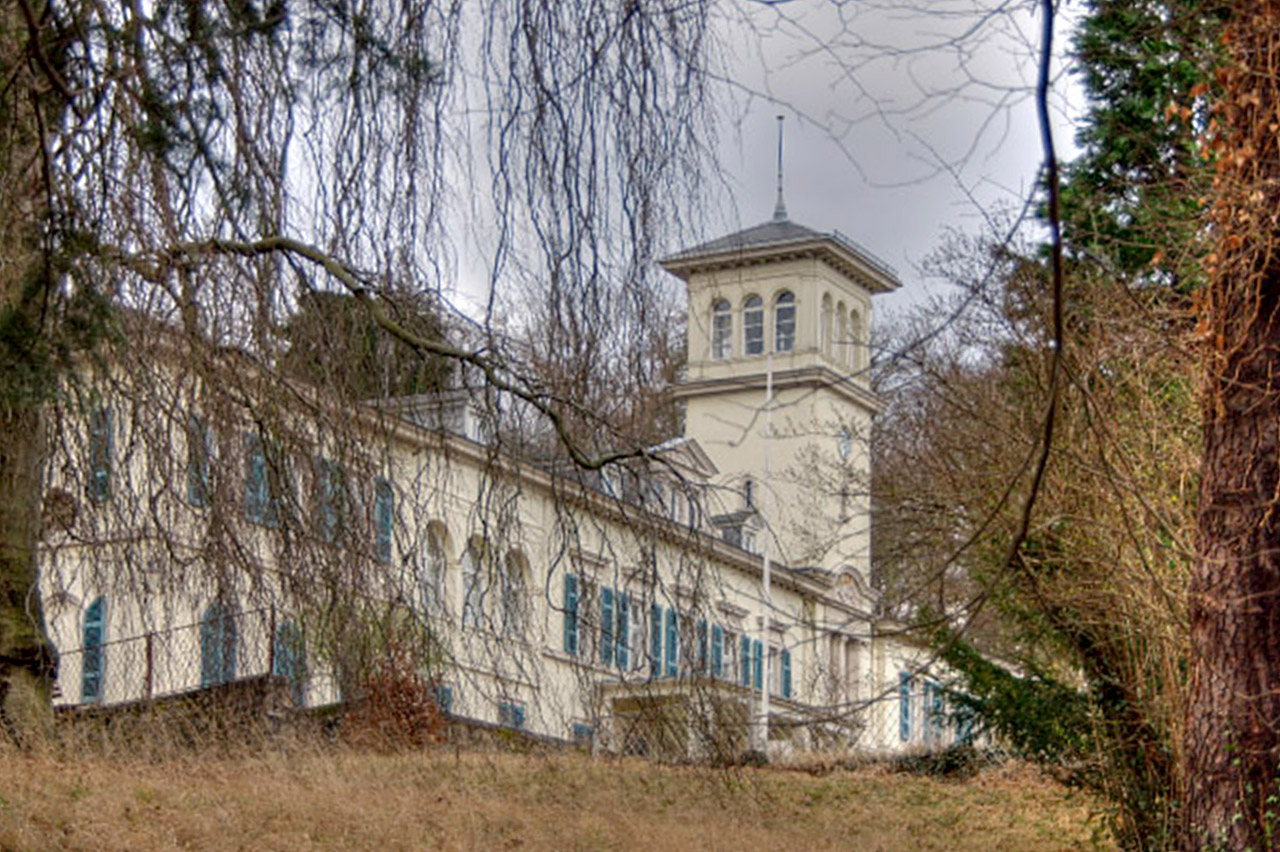
Castillo de Heiligenberg frecuentemente visitado por el Zar.

El municipio se formó el 1 de enero de 1977, por la unificación de los municipios antes separados de Seeheim y Jugenheim. Hasta el 1 de enero de 1978, se conocía al municipio como Seeheim, después de esta fecha se le conoce como Seeheim-Jugenheim.
Es famoso por sus caminos para practicar ciclismo de montaña, en la cercana montaña Melibokus.
Seeheim-Jugenheim ha sido de residencia de varios personajes notables e históricos, incluyendo al Zar Nicolás II de Rusia, así como los escritores Georg Kaiser y Helene Christaller. El castillo de Heiligenberg situado al este de Jugenheim a unos 12 kilómetros al sur de Darmstadt, en territorios de Seeheim-Jugenheim, fue construido sobre el Heiligenberg, un monte situado al norte del río Neckar; fue una de las residencias del el príncipe Alejandro de Hesse-Darmstadt y actualmente es la sede de la Amtes für Lehrerbildung (Oficina de formación del profesorado), aunque su «sala de jardín» se utiliza ocasionalmente para realizar conciertos y exposiciones de arte.

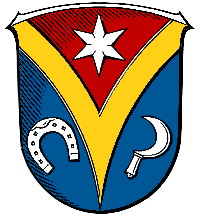
Escudo de armas.

La actividad industrial y comercial en Seeheim-Jugenheim es casi inexistente, la mayor parte de sus residentes trabajan en las ciudades cercanas de Darmstadt, Fráncfort o Heidelberg.

## Ciudades hermanadas
Seeheim-Jugenheim mantiene un hermanamiento de ciudades con:
- Villenave-d'Ornon, Nueva Aquitania, Francia, (desde 1982).
- Kosmonosy, Bohemia Central, República Checa, (desde 1997).
- Ceregnano, Véneto, Italia, (desde 2008).
- Karlovo, Plovdiv, Bulgaria, (desde 2018).